# Francesco Corselli
Francesco Corselli o Francisco Courselle (Piacenza, 19 de abril de 1705-Madrid, 3 de abril de 1778), fue un compositor italiano del Barroco y maestro de la Capilla Real de Madrid durante más de 30 años, ciudad donde desarrolló la mayor parte de su carrera profesional.
Fue un destacado cultivador de música religiosa y operista, coincidiendo en Madrid durante un largo periodo con el famoso castrato Carlo Broschi, Farinelli. Estuvo en contacto con los compositores españoles más importantes de su época, el padre Antonio Soler y José de Nebra, con quien trabajó conjuntamente para conseguir un mayor esplendor en la Capilla Real.
Es considerado como una pieza esencial en el desarrollo del barroco tardío y su posterior paso al clasicismo, además de unos de los compositores de mayor trascendencia en lo relativo a la calidad de sus obras de cuantos trabajaron en España.

## Biografía

### Primeros años
Francisco Courcelle nació en la ciudad de Piacenza perteneciente al ducado de Parma en 1705. Era hijo de Charles Courcelle, un maestro de baile de Isabel de Farnesio (más adelante reina de España), y Juana Medard. Aunque se desconoce con exactitud cuál fue su formación musical, se cree que estudió con Geminiano Giacomelli, quien ocupó el puesto de maestro di capella de la corte de Parma y la iglesia de Santa María della Steccata durante los años 1719-27 y 1732-37. Corselli comenzó a ganar reconocimiento muy joven, dando a conocer su obra no solo en Piacenza, sino también en Parma, donde pudo sustituir a Giacomelli al frente de la capilla real de los duques (tíos de Isabel de Farnesio) y de la iglesia de Santa María. Las pocas obras que se conocen de esta época son de carácter litúrgico, destacando la Misa a cinque voci con V.V. et hautbois (1729) y el oratorio Santa Clotilde (1732), última obra compuesta en Italia. En la primavera de 1731 estrenó en el teatro de San Samuele su primera ópera, La Venere placata, sobre libreto de Claudio Nicola Stampa, y en los carnavales del año siguiente hizo lo propio con Nino, esta vez estrenada en Sant Angelo y con libreto de Ippolito Zaneli. A la vuelta de Giacomelli a Parma en 1732, Corselli abandonó su puesto en la corte y en la iglesia y permaneció durante algunos meses vinculado con la corte parmesana como maestro del infante Carlos de Borbón, hasta que decidió viajar a Madrid en busca de oportunidades en el otoño de 1733.

### Establecimiento en Madrid
Llegó a España a finales de 1733, donde solicitó trabajo como maestro de Música de los infantes más pequeños, puesto que aún estaba vacante y consiguió el 19 de marzo de 1734 para la infanta María Teresa y en marzo o abril de 1736 para la infanta María Antonia. También solicitó el cargo de maestro de la Capilla Real de Felipe V, pero este estaba ocupado en aquel entonces por José de Torres y Felipe Falconi como maestros titular y suplente, y el patriarca de Indias desestimó tal petición. El motivo por el que Corselli solicitó estos puestos puede estar relacionado con el hecho de que la reina consorte de Felipe V era Isabel de Farnesio, alumna de baile de su padre, a lo que sumamos el hecho del origen parmesano-francés del compositor que presumiblemente le haría ser bien visto por ambos monarcas.
El progresivo deterioro de José de Torres y Felipe Falconi pocos años después animó a Courselle a volver a solicitar el magisterio de la Capilla bajo la intercesión de la Princesa de Asturias, Bárbara de Braganza, puesto que consiguió en un primer momento de manera oficiosa y tras la muerte de los dos maestros (acaecidas ambas en el plazo de unos pocos meses), con plenos poderes. Se casó en 1738 con la francesa Honorata Carlota Peret de Marie Laboulay, con quien tuvo cuatro hijas, y fue en un momento indeterminado de esta época cuando italianizó su apellido.
El incendio del Alcázar de Madrid en 1734 causó la destrucción del archivo musical prácticamente en su totalidad, y Corselli se vio en la obligación de proveer de gran número de obras religiosas a la Capilla, tanto salidas de su propia pluma como adquiridas a maestros españoles (caso de José de Torres o Domènec Terradellas) o extranjeros (algunos de la talla de Nicola Porpora, Alessandro Scarlatti o Francesco Durante). Tras la muerte de Felipe V y la modernización de la Capilla Real llevada a cabo por el marqués de la Ensenada, el compositor promovió la creación de la plaza de vicemaestro y vicerrector, que recayó en 1751 en el organista principal José de Nebra, para que supliera sus ausencias cuando ejercía de músico en la cámara de los reyes en los Reales Sitios. A partir de aquí su producción religiosa se multiplicó, componiendo un gran número de antífonas, lecciones de difuntos, cantatas, salmos, secuencias, cánticos evangélicos, himnos, invocaciones, lamentaciones, letanías, misas, motetes, responsorios y villancicos, conservados en su mayor parte en el Archivo General de Palacio. Tal vez su principal aportación en estos años, además de su faceta como compositor, fue su labor de modernización en la estructura de la plantilla orquestal de la Capilla, incrementando o incluyendo instrumentos hasta entonces no utilizados como la viola y equilibrando el uso de vientos y cuerdas.

### Años de teatro
Tras el abandono de la compañía italiana de teatro que actuaba en el Teatro de los Caños del Peral, se formó una compañía española compuesta por los mejores cantantes de las compañías que actuaban en los corrales de la Cruz y del Príncipe, y cuyo objetivo era la interpretación de óperas italianas con textos traducidos. Corselli estrenó en 1735 La cautela en la amistad y el robo de las Sabinas, un drama en dos actos al estilo napolitano con libreto de Juan de Agramont y Toledo. .
Más adelante, con motivo del casamiento del infante Carlos con María Amalia de Sajonia el 9 de mayo de 1738, Corselli estrenó bajo libreto de Metastasio la ópera Alessandro nelle Indie, un rotundo éxito cimentado tanto en la belleza de la música como en la opulencia del espectáculo que se ofreció en el Coliseo del Buen Retiro. En 1739 cosechó tal vez su mayor éxito teatral con Farnace, drama que festejaba la boda del segundo hijo de Isabel de Farnesio, el infante Felipe, con la princesa Luisa Isabel de Francia. Su fantástica acogida hizo que fuera representada en otros actos relacionados con celebraciones de la familia real.

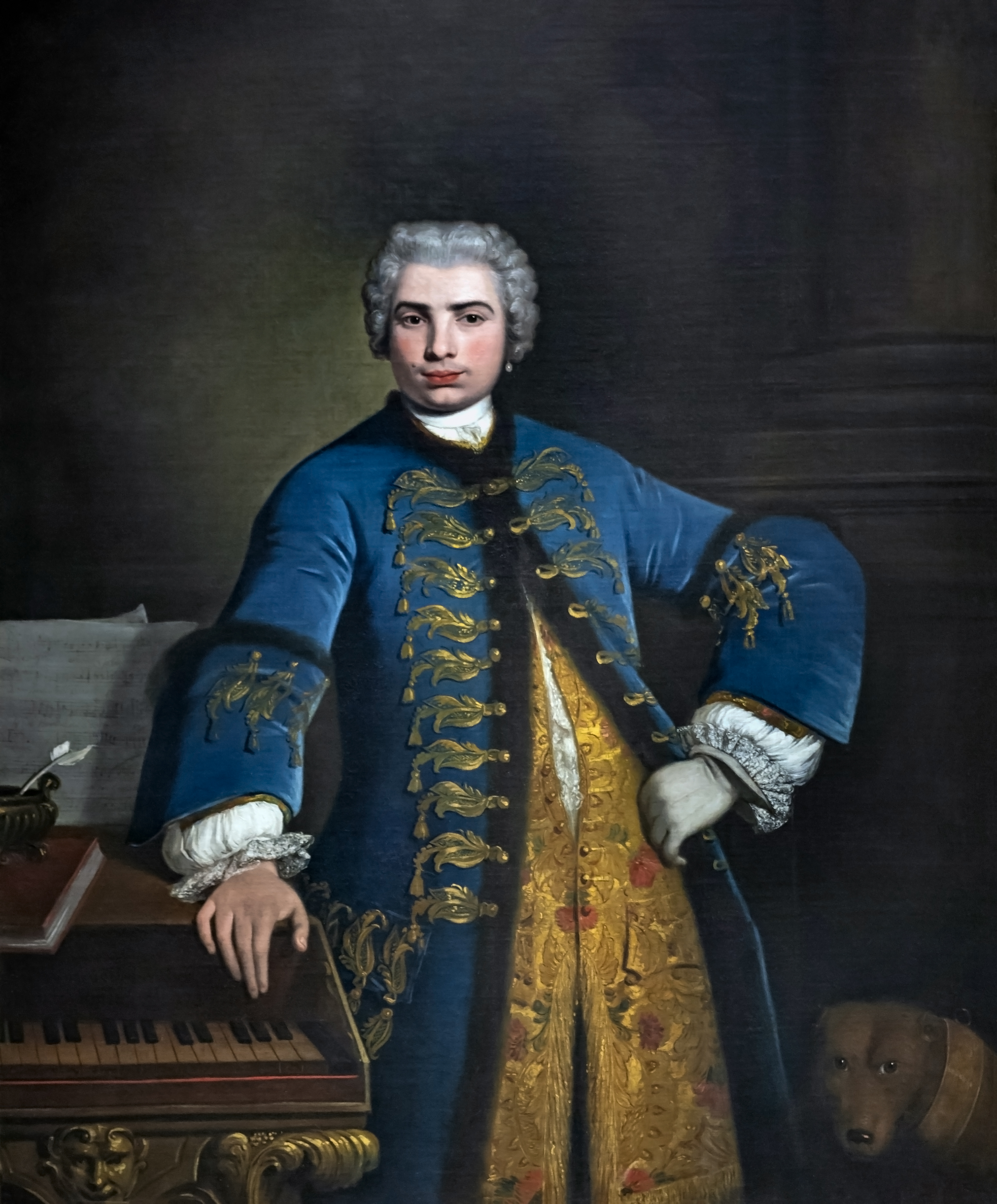
Farinelli, retratado por Bartolomeo Nazari, 1734.

También fue Corselli el elegido para poner música al siguiente acontecimiento real: la boda de la infanta María Teresa con el delfín de Francia. El 8 de diciembre de 1744, en el Coliseo del Buen Retiro, se estrenó el drama Achille in Sciro, con libreto de Metastasio. Más adelante colaboraró con Francisco Coradini y Juan B. Mele en la composición de dos pasticci: La clemencia de Tito (libreto de Metastasio) y El Polifemo (libreto de Rolli). En estas representaciones ya participó Carlo Broschi, Farinelli, el famoso castrato que residía ya en Madrid.
Las celebraciones regias continuaron siendo fuente de estrenos de tipo dramático, como la serenata L’Asilo d’amore bajo texto de Metastasio que se interpretó con ocasión del casamiento entre la infanta María Antonia Fernanda y el duque de Saboya, el 8 de abril de 1750. Por último, y cerrando el ámbito de sus obras teatrales, se debe añadir el intermedio Il cuoco o sia Il marchese del Bosco, obra de la que tenemos noticia por estar reseñada en el manuscrito que Farinelli redactó sobre las funciones dirigidas por él desde 1747 en el Buen Retiro.

### Últimos años
La trayectoria vital de Francesco Corselli a partir de mediados de siglo carece de hechos significativos. Tras la ascensión al trono de Fernando VI, éste volcó sus intereses teatrales en Farinelli y sus vistosos espectáculos cortesanos, y el compositor apenas tuvo oportunidad de cultivar más ese campo. Tras cuarenta y cuatro años en Madrid y como consecuencia de un accidente, Francisco Courcelle murió el 3 de abril de 1778.

## Obra

### Música escénica
- La venere placata (libreto: Claudio Nicola Stampa), dramma per musica. Teatro Grimandi di S. Samuele, Venecia, 1731.
- Nino (libreto: Ippolito Zanelli/Vincenzo Cassani), dramma per musica. Teatro Saint Angelo, Venecia, 1732.
- Sante Clotilde (oratorio; Venecia, 1733)
- La cautela en la amistad y el robo de las sabinas (libreto: Juan de Agramont y Toledo), drama en 2 actos. Teatro de los Caños del Peral, Madrid, 1735.
- Alessandro nelle Indie (libreto: Pietro Metastasio), dramma per musica. Buen Retiro, Madrid, 1738.
- Farnace (libreto: Metastasio; Madrid, 1739)
- Achille in Sciro (libreto: Metastasio; Madrid, 1744)
- La clemenza di Tito, con Francesco Corradini & Giovanni Battista Mele (libreto: Metastasio; Madrid, 1747)
- Polifemo, con Corradini & Mele (libreto: Metastasio; Madrid, 1748)
- L'asilo de amor (libreto: Pietro Metastasio), serenata. Buen Retiro, Salón de los Reinos, Madrid, 1759)
- Il cuoco ossia il marchese del Bosco (intermezzo; Madrid, 1750)

### Música sacra
447 composiciones sacras:
- 19 misas
- 5 misas de Réquiem
- Salmos, motetes, Misereres, Magnificats
- Letanías, lamentaciones, Te Deum
- Vísperas, antífonas, secuencias
- Cantatas y villancicos

### Música instrumental
- Concierto para arco
- 7 sonatas para violín y violonchelo

## Citas y fuentes

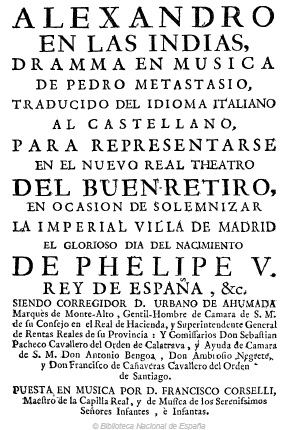
Portada de Alexandro en las Indias (Corselli/Metastasio

Memorial escrito por Francesco Corselli dirigido al rey el 1/12/1733

D. Francisco Corseli Maestro de Capilla, hijo de D. Carlos Corseli de nación francés, que tuvo la honra de servir de maestro de baile a S.M. La Reina, puesto a los R.P. de V.M., dice haber nacido en Piacenza, y después de pasados sus estudios haberse aplicado a la música y adquirido en ella el necesario conocimiento para llegar a ser compositor, como lo ha hecho reconocer con su corta habilidad, no solamente en su patria y en Parma, al servicio de los últimos Serenísimos Señores Duques Farnesio, sino también en otras ciudades de Italia en funciones de iglesias y teatros, y particularmente en Venecia [...]; por cuyo fin, suplica a V.M. se digne a concederle la gracia de poder enseñar a los expresados Serenísimos Señores Infantes en ausencia de su Maestro, y sin prejuicio de nadie, acordarle una futura de Maestro en la Real Capilla, y en interín para su decente manutención los sueldos y emolumentos que corresponden a dichos empleos, maravedíes que espera recibir de la Real Clemencia de V.M.

Documento dirigido por Felipe V al patriarca de las indias el 19/6/1737

He concedido a Francisco Courcelle futura de la plaza de Maestro de mi Real Capilla con ausencias y enfermedades de los que sirven en propiedad hora esta plaza, señalándole el goze de 1500 ducados de vellón cada año, situado en la consignación de la misma capilla, que he mandado aumentarla en esta cantidad, cuando llegue el caso de servir este sujeto en propiedad la expresada plaza.

## Discografía
- 2002: Francesco Corselli: Oberturas, arias, lamentaciones.... Emilio Moreno, El concierto español, Nuria Rial. Glossa. 1 CD.
- 2002: Farnace, A. Vivaldi / F. Corselli. Jordi Savall, Le concert des nations. Alia Vox. 3 CD
- 2012: Ceremonias reales. Oscar Gershensohn, La Capilla Real de Madrid. Verso. 2 CD.
- 2014: Dulze acento. Alicia Amo, Andoni Mercero, Musica Boscareccia. Itinerant. 1 CD.